# 西村頼男
西村 頼男（にしむら よりお、1940年4月9日 - ）は、アメリカ文学者。阪南大学名誉教授。

## 略歴
京都市生まれ。1964年立命館大学文学部卒業。1968年ミシシッピ大学大学院修士課程修了。札幌商科大学助教授、四天王寺国際仏教大学教授、阪南大学国際コミュニケーション学部教授。2011年定年退任、名誉教授。

## 著書
- 『トマス・ウルフの修業時代』英宝社 1996
- 『草が生い茂り、川が流れる限り アメリカ先住民文学の先駆者たち』開文社出版 阪南大学叢書 2008

共編著
- 『ネイティヴ・アメリカンの文学 先住民文化の変容』喜納育江共編著 ミネルヴァ書房 Minerva英米文学ライブラリー 2002

### 翻訳
- W.T.ヘーガン『アメリカ・インディアン史』野田研一,島川雅史共訳 北海道大学図書刊行会 1984
- アシュレー・モンタギュー『アメリカン・ウェイ・オブ・ライフ 人類学者の観たアメリカ社会』渡辺昇共訳 山口書店 1988